# Фёдорова, Виктория (легкоатлетка)
Виктория Фёдорова (род. 9 мая 1973) — российская легкоатлетка, специалистка по прыжкам в высоту. Выступала за сборную России по лёгкой атлетике в 1990-х годах, чемпионка Универсиады в Фукуоке, победительница и призёрка первенств национального значения, участница ряда крупных международных стартов. Представляла Санкт-Петербург.

## Биография
Виктория Фёдорова родилась 9 мая 1973 года.
Занималась лёгкой атлетикой в Ленинграде под руководством заслуженного тренера Валентины Ивановны Никифоровой.
Впервые заявила о себе в прыжках в высоту на международном уровне в сезоне 1991 года, когда вошла в состав советской национальной сборной и побывала на юниорском европейском первенстве в Салониках, откуда привезла награду бронзового достоинства.
После распада Советского Союза представляла Россию. Так, в 1994 году в составе российской национальной сборной выиграла серебряную медаль на молодёжном Кубке Европы в Остраве.
В 1995 году на взрослом чемпионате России в Москве превзошла всех своих соперниц и завоевала золотую медаль. Благодаря этой победе удостоилась права защищать честь страны на чемпионате мира в Гётеборге — здесь с результатом 1,90 метра заняла одиннадцатое место. Также, будучи студенткой, представляла страну на Универсиаде в Фукуоке, где добавила в послужной список ещё одну золотую награду.
В 1997 году победила на зимнем чемпионате России в Волгограде, с результатом 1,95 метра стала седьмой на чемпионате мира в помещении в Париже. На летнем чемпионате России в Туле взяла бронзу, отметилась выступлением на Универсиаде в Сицилии. Кроме того, в этом сезоне на соревнованиях в Тарту установила свой личный рекорд в прыжках в высоту — 1,98 метра.
На чемпионате России 1998 года в Москве вновь выиграла золотую медаль. Принимала участие в чемпионате Европы в Будапеште, где с результатом 1,85 метра закрыла десятку сильнейших.